# Campeonato Chileno de Futebol de 1988 - Segunda Divisão
O Campeonato Chileno de Futebol de Segunda Divisão de 1988 foi a 37ª edição do campeonato do futebol do Chile, segunda divisão, no formato "Primera B". Em turno e returno os 24 clubes jogam em dois grupos (Norte e Sul). Os seis melhores de cada grupo são classificados para o grupo de ascenso (ainda regionalizado em Norte e Sul) enquanto os seis piores também vão para um grupo de descenso regionalizado. Os dois primeiros colocados de cada grupo são promovidos para o Campeonato Chileno de Futebol de 1989 e jogam a final. Os dois últimos colocados de cada grupo jogavam uma partida em que o perdedor era rebaixado para o Campeonato Chileno de Futebol de 1989 - Terceira Divisão.

## Participantes
| Equipe                              | Cidade                     | Região                           | No ano anterior                                                      | Estádio                                       | Capacidade | Títulos              | Participações |
| ----------------------------------- | -------------------------- | -------------------------------- | -------------------------------------------------------------------- | --------------------------------------------- | ---------- | -------------------- | ------------- |
| Deportes Iberia                     | Los Ángeles                | Região de Bío-Bío                | Sexto Lugar (Zona Sul)                                               | Estádio Municipal de Los Ángeles              | 5.000      | 0 (não possui)       | 34            |
| Deportes Linares                    | Linares                    | Região de Maule                  | Décimo Lugar (Zona Sul)                                              | Estádio Fiscal de Linares                     | 7.000      | 0 (não possui)       | 28            |
| Club de Deportes Malleco Unido      | Angol                      | Região de Araucanía              | Oitavo Lugar (Zona Sul)                                              | Estádio Municipal Alberto Larraguibel Morales | 4.000      | 0 (não possui)       | 15            |
| Club de Deportes Ovalle             | Ovalle                     | Região de Coquimbo               | Quinto Lugar (Zona Norte)                                            | Estádio Municipal de Ovalle                   | 8.000      | 0 (não possui)       | 23            |
| Club Deportivo Provincial Osorno    | Osorno                     | Região de Los Lagos              | Nono Lugar (Zona Sul)                                                | Estádio Municipal Rubén Marcos Peralta        | 12.000     | 0 (não possui)       | 6             |
| Club de Deportes Puerto Montt       | Puerto Montt               | Região de Los Lagos              | Quinto Lugar (Zona Sul)                                              | Estádio Regional de Chinquihue                | 5.300      | 0 (não possui)       | 6             |
| Club Provincial Curicó Unido        | Curicó                     | Região de Maule                  | Quarto Lugar (Zona Sul)                                              | Estádio La Granja                             | 8.000      | 0 (não possui)       | 13            |
| Club de Deportes Coquimbo Unido     | Coquimbo                   | Região de Coquimbo               | Quarto Lugar (Zona Norte)                                            | Estádio La Pampilla                           | ---        | 2 (1962, 1977)       | 22            |
| Cobreandino                         | Los Andes                  | Região de Valparaíso             | Décimo Lugar (Zona Norte)                                            | Estádio Regional de Los Andes                 | 2.500      | 1 (1985)             | 31            |
| Club de Deportes Antofagasta        | Antofagasta                | Região de Antofagasta            | Terceiro Lugar (Zona Norte)                                          | Estádio Regional de Antofagasta               | 26.339     | 1 (1968)             | 11            |
| Club de Deportes Santiago Wanderers | Valparaíso                 | Região de Valparaíso             | Sexto Lugar (Zona Norte)                                             | Estádio Elías Figueroa Brander                | 23.000     | 1 (1978)             | 7             |
| Club de Deportes Regional Atacama   | Copiapó                    | Região de Atacama                | Segundo Lugar (Zona Norte)                                           | Estádio Luis Valenzuela Hermosilla            | 8.000      | 0 (não possui)       | 6             |
| Club de Deportes Unión La Calera    | La Calera                  | Região de Valparaíso             | Décimo Primeiro Lugar (Zona Norte)                                   | Estádio Municipal Nicolás Chahuán Nazar       | 10.000     | 2 (1961, 1984)       | 20            |
| Club Deportivo Arica                | Arica                      | Região de Tarapacá               | Sétimo Lugar (Zona Norte)                                            | Estádio Carlos Dittborn                       | 10.000     | 1 (1981)             | 7             |
| Club de Deportes Ñublense           | Chillán                    | Região de Bío-Bío                | Sétimo Lugar (Zona Sul)                                              | Estádio Bicentenário Municipal Nelson Oyarzún | 12.000     | 1 (1976)             | 23            |
| Club de Deportes Temuco             | Temuco                     | Região de Araucanía              | Terceiro Lugar (Zona Sul)                                            | Estádio Municipal Germán Becker               | 20.930     | 0 (não possui)       | 5             |
| Club Deportivo General Velásquez    | San Vicente de Tagua Tagua | Região de O'Higgins              | Décimo Primeiro Lugar (Zona Sul)                                     | Estádio Municipal Augusto Rodríguez           | 3.000      | 0 (não possui)       | 4             |
| Club de Deportes Unión San Felipe   | San Felipe                 | Região de Valparaíso             | Nono Lugar (Zona Norte)                                              | Estádio Municipal de San Felipe               | 18.500     | 1 (1970)             | 16            |
| Club Deportivo Magallanes           | Maipú                      | Região Metropolitana de Santiago | Décimo Segundo Lugar (Zona Sul)                                      | Estádio Independência                         | 13.500     | 0 (não possui)       | 6             |
| Audax Club Sportivo Italiano        | La Florida                 | Região Metropolitana de Santiago | Oitavo Lugar (Zona Norte)                                            | Estádio Municipal de La Florida               | 12.000     | 0 (não possui)       | 7             |
| Colchagua Club de Deportes          | San Fernando               | Região de O'Higgins              | Acesso pelo Campeonato Chileno de Futebol de 1987 - Terceira Divisão | Estádio Municipal Jorge Silva Valenzuela      | 5.900      | 0 (não possui)       | 25            |
| Club Social de Deportes Rangers     | Talca                      | Região de Maule                  | Rebaixado do Campeonato Chileno de Futebol de 1987                   | Estádio Fiscal de Talca                       | 8.324      | 0 (não possui)       | 6             |
| Club de Deportes Lota Schwager      | Coronel                    | Região de Bío-Bío                | Rebaixado do Campeonato Chileno de Futebol de 1987                   | Estádio Municipal Federico Schwager           | 18.500     | 2 (1969, 1986)       | 11            |
| Club Deportivo San Luis             | Quillota                   | Região de Valparaíso             | Rebaixado do Campeonato Chileno de Futebol de 1987                   | Estádio Municipal Lucio Fariña Fernández      | 7.500      | 3 (1955, 1958, 1980) | 20            |

## Campeão
| Campeão Chileno Segunda Divisão 1988                        |
| ----------------------------------------------------------- |
| Club Social de Deportes Rangers (Talca) (1º título) Campeão |